# Bruno Da Col
Bruno Da Col (Cibiana di Cadore, 25 febbraio 1913 – Milano, 29 luglio 1995) è stato un saltatore con gli sci italiano.

## Biografia

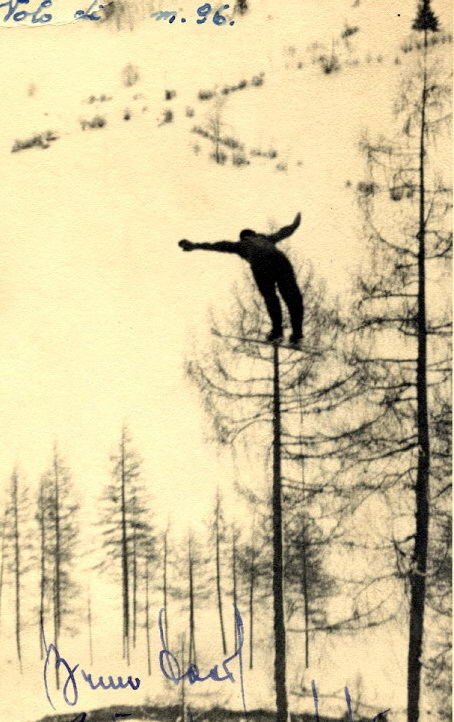

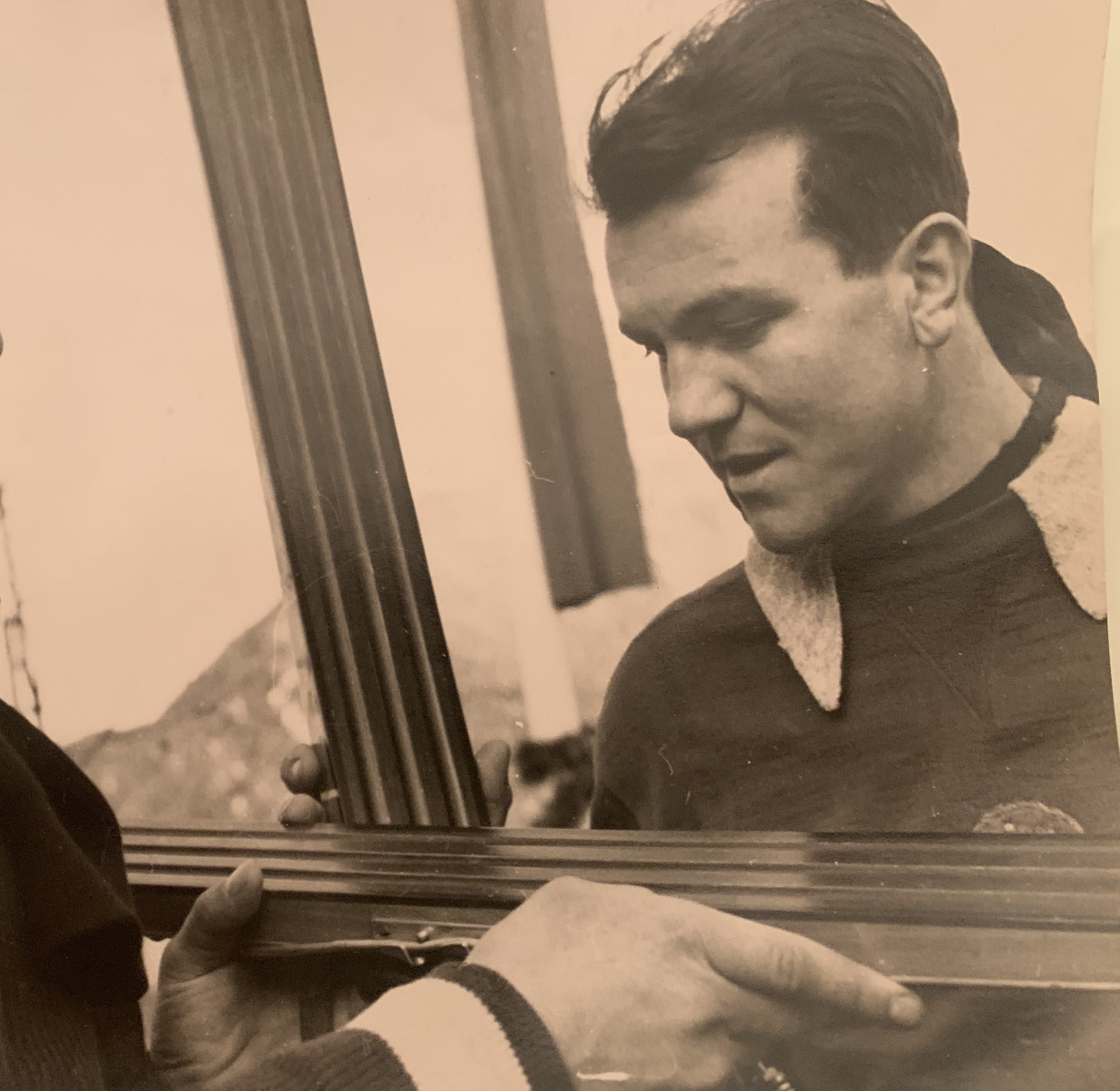

Bruno Da Col vinse quattro volte il Campionato italiano di salto con gli sci nel 1936, 1939, 1942 e 1947, mentre vinse anche due medaglie di bronzo nel 1943 e nel 1949.
All'età di 22 anni, prese parte ai Giochi olimpici di Garmisch-Partenkirchen 1936, nel trampolino normale, unica gara di salto con gli sci in programma.
Nello stesso anno fu il primo italiano a saltare oltre i 100 metri, al Trampolino Gigante del Corno d'Aola di Ponte di Legno, allora Trampolino del Littorio, quando registrò la distanza di 100.5 m, prestazione che gli valse la consegna della medaglia d'oro al valore atletico da parte di Benito Mussolini. All'epoca, il primato mondiale di 101,5 metri era stato da poco conquistato dall'austriaco Josef Bradl a Planica il 15 marzo del 1936. 
Dopo la seconda guerra mondiale tornò a gareggiare e all'età di 34 anni partecipò alla sua seconda Olimpiade, quella di Sankt Moritz 1948, ancora una volta nel trampolino normale, chiudendo 18º assoluto con 201,2 punti e primo tra gli atleti italiani in gara.
A seguito di un incidente sportivo avvenuto nel 1951 nel corso di una gara di salto sul trampolino di Oberstdorf, fu costretto ad abbandonare il salto di cui era diventato nel frattempo uno dei primi allenatori Fisi. Iniziò successivamente la sua carriera di istruttore di sci alpino, culminata con la nomina a direttore generale dei maestri di sci federali.

## Onorificenze
